# Artemis Fowl i el món subterrani
Artemis Fowli i el món subterrani és el primer llibre de la sèrie infantil Artemis Fowl de l'autor Eoin Colfer.